# Ambassade des Comores en France
L'ambassade des Comores en France est la représentation diplomatique de l'union des Comores auprès de la République française. Elle est située 20 rue Marbeau dans le 16e arrondissement de Paris, la capitale du pays. Son ambassadeur est, depuis 2021, Ahamada Hamadi.

## L'ambassade
L'ambassade est située à Paris. Elle se trouvait auparavant 15 rue de la Néva, dans le 8e arrondissement. Elle assure aussi des fonctions consulaires.

## Ambassadeurs des Comores en France
| Date de nomination | Date de nomination | Date de remise des lettres de créance | Date de remise des lettres de créance | Ambassadeur                |
| ------------------ | ------------------ | ------------------------------------- | ------------------------------------- | -------------------------- |
| ?                  |                    | 30 novembre 1978                      | [ JORF 1 ]                            | Said Ali Kemal Ed-Dine     |
| ?                  |                    | 25 septembre 1980                     | [ JORF 2 ]                            | Ali Mlahaili               |
| ?                  |                    | 7 octobre 1991                        | [ JORF 3 ]                            | Sultan Chouzour            |
| ?                  |                    | 7 février 1996                        | [ JORF 4 ]                            | Mohamed Ahamada Djimbanaou |
| ?                  |                    | 17 octobre 1996                       | [ JORF 5 ]                            | Saïd Hassan Saïd Hachim    |
| ?                  |                    | 19 avril 2007                         | [ JORF 6 ]                            | Soulaïmana Mohamed         |
| ?                  |                    | 2 juillet 2009                        | [ JORF 7 ]                            | Abdallah Mirghane          |
| ?                  |                    | 11 juillet 2013                       | [ JORF 8 ]                            | Ahmed Bourhane             |
| ?                  |                    | 18 décembre 2017                      | [ JORF 9 ]                            | Mohamed Soulaïmana         |
| ?                  |                    | 4 novembre 2021                       | [ JORF 10 ]                           | Ahamada Hamadi             |

## Consulats
Outre l'ambassade de Paris, il existe un consulat honoraire, basé à Marseille, dans le sud de la France.